# Felix Staehelin
Felix Staehelin oder Stähelin (* 28. Dezember 1873 in Basel; † 20. Februar 1952 ebenda) war ein Schweizer Althistoriker.

## Leben
Felix Staehelin, Sohn eines Seidenbandfabrikanten, studierte Klassische Philologie und Alte Geschichte in Basel, Bonn und Berlin und promovierte 1897 mit einer Dissertation über die Galater. Nach abgeschlossenem Studium konnte Felix Staehelin mit der finanziellen Unterstützung seines Onkels Karl Staehelin-Burkhardt (1850–1902) eine Forschungsreise nach Italien und Griechenland unternehmen. In Griechenland lernte er u. a. Otto Rubensohn kennen. Die Reise dokumentierte Staehelin in seinen Tagebuchaufzeichnungen.
1902–1907 betätigte sich Staehelin als Gymnasiallehrer in Winterthur und Basel. Ab 1907 war er Privatdozent, ab 1917 ausserordentlicher und 1931–1937 ordentlicher Professor für Alte Geschichte an der Universität Basel. Er veröffentlichte wissenschaftliche Arbeiten zur kleinasiatischen und zur römischen Geschichte. Seine 1927 veröffentlichte Übersichtsdarstellung Die Schweiz in römischer Zeit galt lange Zeit als Standardwerk und wurde zweimal neu aufgelegt. Daneben verfasste Staehelin auch fast 400 Beiträge für Paulys Realencyclopädie der classischen Altertumswissenschaft (RE). 1929–1934 war er massgeblich an der (ersten) Jacob-Burckhardt-Gesamtausgabe beteiligt.
Seit 1939 war Staehelin korrespondierendes Mitglied der Preussischen Akademie der Wissenschaften und seit 1950 der Deutschen Akademie der Wissenschaften zu Berlin. Der Maler Ernst Wolf portraitierte 1944 Felix Staehelin im Auftrag des Kunstkredit Basel-Stadt.
1902 heiratete Staehelin Martha Schwarz (1874–1951). Zusammen hatten sie drei Kinder. Wie der Journalist und Politiker Albert Oeri war Staehelin ein Grossneffe des Kulturhistorikers Jacob Burckhardt.

## Schriften
- Geschichte der Kleinasiatischen Galater bis zur Errichtung der römischen Provinz Asia. Basel 1897 (Dissertation).
- Geschichte der Basler Familie Stehelin und Stähelin. Basel 1903.
- Die Schweiz in römischer Zeit. Basel 1927.
- Reden und Vorträge. hrsg. von Wilhelm Abt, Basel 1956.
- Das Römerdenkmal in Basel. In: Basler Zeitschrift für Geschichte und Altertumskunde. Band 23, 1925, S. 155–165. (e-periodica.ch.)